# Jana Raman
Jana Raman (Gand, 15 febbraio 1991) è una cestista belga.

## Carriera
Con il Belgio ha disputato i Giochi olimpici di Tokyo 2020, i Campionati mondiali del 2018 e due edizioni dei Campionati europei (2017, 2019).